# Ostrowite (powiat ostródzki)
Ostrowite – wieś w Polsce położona w województwie warmińsko-mazurskim, w powiecie ostródzkim, w gminie Dąbrówno. W latach 1975–1998 miejscowość należała administracyjnie do województwa olsztyńskiego. W 1953 r. wieś należała do powiatu nowomiejskiego.
W czasach krzyżackich wieś pojawia się w dokumentach w roku 1321, podlegała pod komturię w Dąbrównie, były to dobra rycerskie o powierzchni 40 włók. W 1321 r. wielki mistrz krajowy Fryderyk von Wildengerg nadał rycerzom: Piotrowi z Leszcza, Heinemanowi i Konradowi von Wanseno (oraz ich przyjaciołom) 1440 włók w Ziemi Sasinów, z obowiązkiem wystawienie trzydziestu służb zbrojnych. Na tym obszarze powstały wsie: Brzeźno Mazurskie, Frygnowo, Gąsiorowo, Grzybiny, Mośnica, Ostrowite, Ruszkowo.